# Traminda viridaria
Traminda viridaria är en fjärilsart som beskrevs av Swinhoe 1902. Traminda viridaria ingår i släktet Traminda och familjen mätare. Inga underarter finns listade i Catalogue of Life.